# Крістобаль
Крістобаль — поліметалічне родовище і копальня в Болівії. Розташоване на висоті 4000 м над рівнем моря за 500 км на південь від м. Ла-Пас в деп. Потосі, поруч з кордонами Чилі і Аргентини.

## Історія
Родовище відкрите на початку 1995 р. компанією Apex Silver Mines.

## Характеристика
Родовище приурочене до палеовулканічного кратера розмірами 4 х 7 км. На 2002 р підтверджені запаси рудних зон Хайула і Тесорера — 240 млн т руди із вмістом срібла — 62.2 г/т, цинку -1.67 %, свинцю — 0.58 %. Ресурси цих зон і зон-супутників Анімас, Толдос і Кобрісос оцінені в 57.1 млн т руди із вмістом срібла 61.9 г/т, цинку — 0.83 %, свинцю — 0.26 %.

## Технологія розробки
Розробка родовища — з 2002 р двома кар'єрами, які згодом будуть об'єднані в один. Потужність збагачувального підприємства 40 тис. т руди на день. Планова продуктивність — до 750 т срібла, 253680 т цинку і близько 80 тис. т свинцю в концентратах на рік протягом перших п'яти (термін видобутку багатих руд) з 17 років відробляння родовища, що плануються. Вилучення срібла з руд становитиме 75 %, цинку — 93 %, свинцю — 87 %. Концентрат експортуватиметься через порт Мехільйонес в Чилі. Успішне здійснення проекту збільшує щорічне виробництво срібла в Болівії з 400 до 1150 т і виводить країну за цим показником на 8-9 місце у світі.